# Company (Justin Bieber)
Company è un singolo del cantante canadese Justin Bieber, pubblicato l'8 marzo 2016 come quinto estratto dal quarto album in studio Purpose.

## Descrizione
Il brano è stato scritto dallo stesso Justin Bieber insieme a Jason Boyd, James Abrahart, Axident, Thomas Troelsen, James Wong e Leroy Clampitt, e prodotto da Axident, Gladius, Big Taste e Boyd.

## Video musicale
Il 16 maggio 2016 il cantante ha annunciato che avrebbe pubblicato un videoclip per il brano, quest'ultimo uscito l'8 giugno 2016 e diretto da Rory Kramer.

## Classifiche
| Classifica (2016) | Posizione massima |
| ----------------- | ----------------- |
| Australia         | 34                |
| Canada            | 38                |
| Danimarca         | 25                |
| Francia           | 181               |
| Irlanda           | 30                |
| Norvegia          | 31                |
| Nuova Zelanda     | 18                |
| Paesi Bassi       | 14                |
| Portogallo        | 70                |
| Regno Unito       | 25                |
| Stati Uniti       | 53                |
| Svezia            | 35                |